# Willem II Tilburg
Willem II Tilburg je nizozemski nogometni klub iz Tilburga. Trenutačno se natječe u Eerste Divisieu.
Klub je osnovan 12. kolovoza 1896. godine kao Tilburgia. Dana 12. siječnja 1898. godine klub je preimenovan u Willem II, po nizozemskom kralju Willemu II. Nizozemskom, koji je, kao princ dinastije Orange-Nassau i zapovjednik nizozemske vojske imao svoje vojno sjedište u Tilburgu tijekom belgijske revolucije 1830. godine te je tamo proveo većinu svog kraljevanja, a tamo je i umro. 
Klupski dres se sastoji od crveno-bijelo-plavih okomitih crta koji su inspirirani nizozemskom zastavom. Utakmice igraju na Koning Willem II Stadionu koji je također nazvan po kralju. Stadion je otvoren 31. svibnja 1995. godine, a može primiti 14.800 gledatelja. 
Klub je po tri puta osvojio Eredivisie i Eerste Divisie, a u svojoj riznici ima i dva nizozemska kupa.

## Klupski uspjesi
- Nizozemsko nogometno prvenstvo/Eredivisie (3): 1915./16., 1951./52., 1954./55.

- Eerste Divisie (3): 1956./57., 1964./65., 2013./14.

- KNVB Kup (2): 1943./44., 1962./63.

## Vanjske poveznice
- Službene stranice